# لاژیدو (توکانتینز)
لاژیدو (به پرتغالی: Lajeado) یک منطقهٔ مسکونی در برزیل است که در توکانتینس واقع شده‌است. لاژیدو ۳۲۲٫۴۸۱ کیلومتر مربع مساحت و ۳٬۱۶۷ نفر جمعیت دارد و ۲۰۲ متر بالاتر از سطح دریا واقع شده‌است.